# Formel Renault 2.0 Northern European Cup

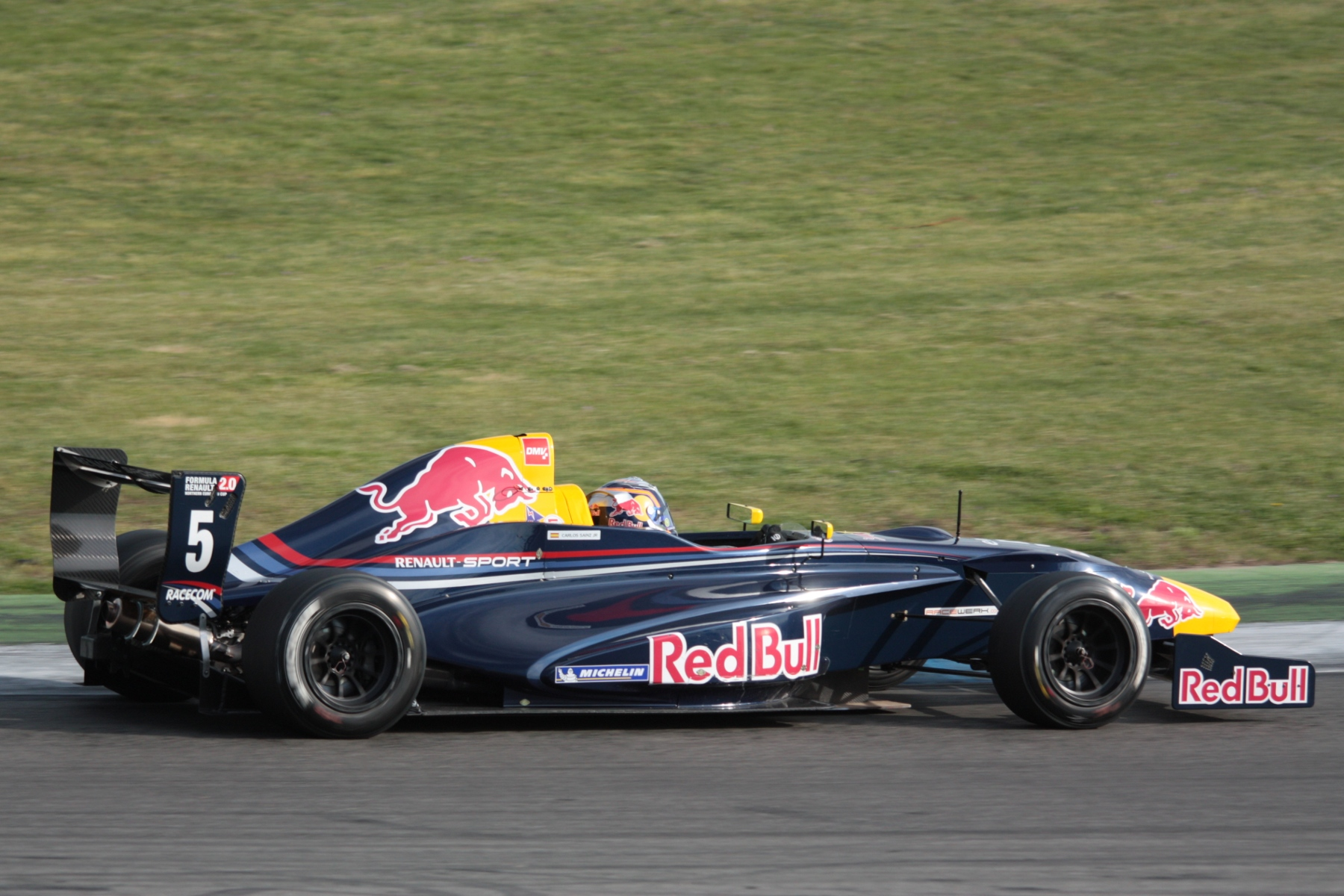
Barazi-Epsilon FR2.0 von Carlos Sainz Jr. in Hockenheim 2011

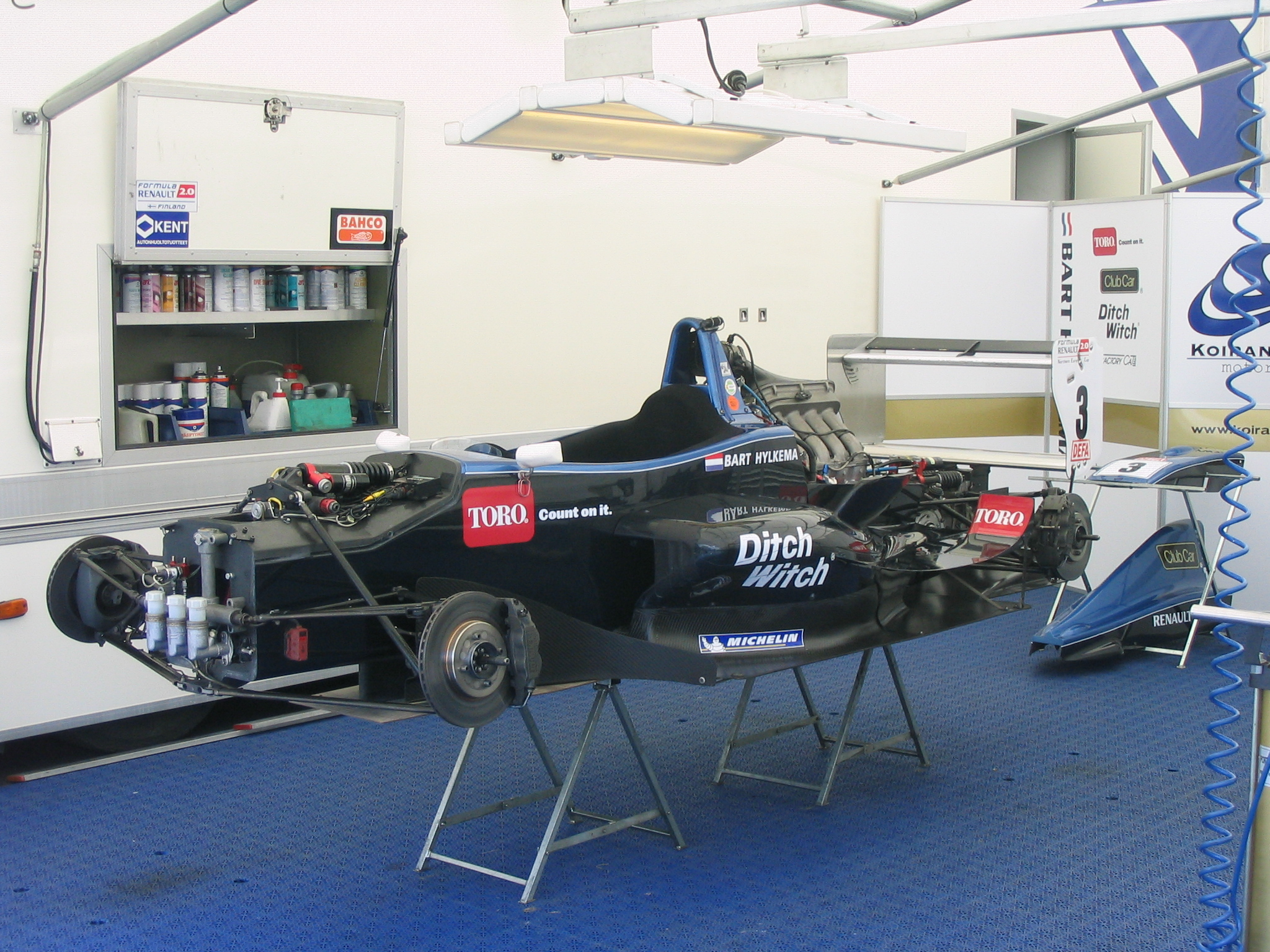
TatuusFR2000 von Bart Hylkema in Oschersleben 2008

Der Formel Renault 2.0 Northern European Cup (offiziell: Northern European Cup Formula Renault 2.0) war eine Formel-Rennserie, in der ausschließlich der Formel Renault 2.0 zum Einsatz kam. 2019 wurde sie aufgrund von mangelndem Interesse der Fahrer beendet.

## Übersicht
Es handelte sich um eine Nachwuchsserie, die 2006 aus der deutschen und der niederländischen Formel Renault 2.0 entstanden ist. Der „NEC“ veranstaltete seine Rennwochenenden auf Rennstrecken in Deutschland, den Niederlanden, Belgien, Skandinavien, Italien, Österreich und der Tschechischen Republik. Er war Teil der Formel Renault, einer Markenformel, deren Serien weltweit ausgetragen werden.

## Fahrzeug
In der Formel Renault NEC wurden zunächst Einheitschassis des italienischen Herstellers Tatuus eingesetzt. In der Saison 2010 konnten die Teams dann zwischen den älteren Fahrzeugen von Tatuus und den neuentwickelten Rennwagen von Barazi-Epsilon wählen. Seit der Saison 2011 kommt nur mehr das Fahrzeug von Barazi-Epsilon zum Einsatz.
Sowohl der Tatuus FR2000 als auch der Barazi-Epsilon FR2.0 entsprechen den aktuell gültigen Crash-Normen der FIA für Fahrzeuge der Formel 3. Ein von ORECA vorbereitetes Renault-Triebwerk mit ca. 144 kW beschleunigt die Fahrzeuge bis auf 240 km/h. Darüber hinaus kann der Formel Renault auch mit einem sequenziellen 6-Gang-Getriebe, einstellbarem Fahrwerk und Michelin-Reifen aufwarten.

## Meister
| Saison | Meister                | Sieger der FR2000-Klasse | Team-Meister          |
| ------ | ---------------------- | ------------------------ | --------------------- |
| 2006   | Filipe Albuquerque     | nicht vergeben           | nicht vergeben        |
| 2007   | Frank Kechele          | nicht vergeben           | nicht vergeben        |
| 2008   | Valtteri Bottas        | nicht vergeben           | nicht vergeben        |
| 2009   | António Félix da Costa | nicht vergeben           | nicht vergeben        |
| 2010   | Ludwig Ghidi           | Dear Schilling           | nicht vergeben        |
| 2011   | Carlos Sainz junior    | nicht vergeben           | Koiranen bros.        |
| 2012   | Jake Dennis            | nicht vergeben           | Fortec Motorsport     |
| 2013   | Matthew Parry          | nicht vergeben           | nicht vergeben        |
| 2014   | Ben Barnicoat          | nicht vergeben           | Josef Kaufmann Racing |
| 2015   | Louis Delétraz         |                          | Josef Kaufmann Racing |
| 2016   | Lando Norris           |                          | Josef Kaufmann Racing |
| 2017   | Michael Benyahia       | nicht vergeben           | R-ace GP              |
| 2018   | Doureid Ghattas        |                          | R-ace GP              |

## Fahrer
Die späteren Formel-1-Fahrer Sébastien Buemi (2006), Brendon Hartley (2006), Valtteri Bottas (2007–2008), Kevin Magnussen (2009), Will Stevens (2010–2011), Carlos Sainz junior (2011), Daniil Kwjat (2011), Stoffel Vandoorne (2011–2012) und Esteban Ocon (2013) starteten vorher in dieser Serie. Mit Gwendolyn Hertzberger (2006–2007), Natalia Kowalska (2007), Bianca Steiner (2008), Marlene Dietrich (2008), Alice Powell (2011), Lena Heun (2012), Corinna Kamper (2012–2013), Gabriela Jílková (2012) und Julia Pankiewicz (2016–2017) waren im Laufe der Jahre auch einige Damen in dieser Serie am Start.